# Les Aventuriers du temps
Pour plus de détails, voir Fiche technique et Distribution.
Les Aventuriers du temps (Voyager from the unknown) est un téléfilm américain réalisé par Winrich Kolbe et James D. Parriott, sorti Direct-to-video en 1982.

## Synopsis
Nous sommes en 1982. Jeffrey Jones est un orphelin de 11 ans confié à son oncle et sa tante. Un soir, Phineas Bogg atterrit dans sa chambre en pulvérisant la vitre. Aussitôt, le chien du jeune garçon se rue sur l'intrus. Le chien mord dans le livre que Bogg tient à la main. Dans la panique générale, en tentant d'arracher le livre aux crocs de l'animal, Jeffrey bascule par la fenêtre. Bogg saute dans le vide pour le rattraper, et tous deux sont projetés dans le temps. Phineas Bogg fait partie d'un groupe appelé les "Voyageurs". Il voyage dans le temps, et donne un coup de main à l'Histoire, si nécessaire. Il voyage par l'intermédiaire d'un Omni, un appareil ressemblant à une montre à gousset. C'est justement cet appareil défectueux qui a amené Bogg en 1982. Quand la lumière de l'Omni est rouge, cela signifie que l'Histoire se trompe et qu'il doit intervenir pour remettre tout en ordre. Jeffrey est coincé dans le temps et Bogg est incapable de savoir ce qu'il doit faire sans son manuel d'Histoire. En effet, son livre est resté dans la gueule du chien, en 1982. Fort heureusement, le jeune Jeffrey se révèle être un passionné d'Histoire et en connaît souvent beaucoup plus que le "Voyageur" du temps.

## Fiche technique
- Titre original : Voyager from the Unknown
- Titre vidéo français : Les Aventuriers du temps[1]
- Réalisation : Winrich Kolbe et James D. Parriott
- Société(s) de production : Universal TV
- Société(s) de distribution : MCA Home Video (tout média)
- Pays d'origine : États-Unis
- Année : 1982
- Langue originale : anglais
- Format : couleur – 35 mm – mono
- Genre : fantasy, science-fiction
- Durée : 91 minutes
- Dates de sortie : nc

## Distribution
- Jon-Erik Hexum : Phineas Bogg
- Meeno Peluce : Jeffrey
- Suzanne Barnes : Suzanne Brandes
- Ed Begley Jr. : Wilbur Wright
- Faye Grant : Mary Murphy
- Sam Chew Jr. : Bruce Ismay
- Sondra Currie : Agnes Spence
- Will Kuluva : Louis Pasteur
- John McLiam : Docteur Bernard
- Donald Petrie : Orville Wright
- Hugh Reilly : Capitaine Smith
- Fionnula Flanagan : Molly Brown

## Origines
Ce téléfilm est un montage de 90 minutes regroupant les épisodes 1 et 15 de la série Voyages au bout du temps.